# Mehbooba
Mehbooba – bollywoodzki dramat miłosny z 2008 roku z wątkiem trójkąta miłosnego przedstawianego przez Ajay Devgana, Sanjay Dutta i Manishę Koirala. Film został wyreżyserowany i wyprodukowany według własnego scenariusza przez Afzal Khana, który od debiutu w 1997 roku milczał przez 11 lat. Zakończenie tego filmu zajęło mu 8 lat. Tematem filmu jest dramat miłości, krzywdy i zazdrości rozgrywany między trzema osobami. Jednym z jego bohaterów jest ktoś, kto bawi się miłością innych szukając  tylko przyjemności z ich ciał. Do czasu, gdy sam pokocha i zapragnie być kochany. Drugi z bohaterów marzy o miłości, tęskni za nią i znajduje jej ucieleśnienie w bohaterce. Jej samej raz zranionej w miłości trudno przyjąć kolejną miłość, odpowiedzieć na nią wbrew urazom z przeszłości.

## Opis fabuły
Malarz Karan Dharival (Ajay Devgan) "ściga" w Budapeszcie kobietę, której obraz od dawna pojawiał się w jego snach, którą od dawna odtwarza w swoich portretach. Zakochany nie może zrozumieć, dlaczego Varsha (Manisha Koirala) tak bardzo wzbrania się przed jego miłością. Z jej opowieści dowiaduje się, że Varsha odrzuca go czując się niegodna jego uczuć. Opowiada mu, że uciekła do Europy z Nowego Jorku od przeszłości, którą uznaje za swoją hańbę. Zaręczyła się w Ameryce z playboyem Sharavanem (Sanjay Dutt), który uważał, że kobieta jest po to, aby sycić jego zmysły. Naiwna Varsha dała się zwieść odgrywanym przez niego pozorom miłości. Czując się kochana i związana obietnicą małżeństwa oddała mu się. I została porzucona. Nieszczęście Varshy czyni ją Karanowi jeszcze bliższą. Liczy, że może uleczyć swoją miłością jej zranione serce. Wzruszona okazanym jej uczuciem Varsha zgadza się zostać jego żoną. Uszczęśliwiony Karan wyjeżdża do Radżastanu, aby tam z rodziną przygotować zaręczyny w pałacu maharadżów. Wśród niecierpliwie czekającej na przyjazd Varshy rodziny znajduje się ukochany starszy brat Karana - Shravan.

## Obsada
- Sanjay Dutt ... Shravan Dhariwal
- Ajay Devgan ... Karan Dhariwal
- Manisha Koirala ... Varsha / Payal
- Tirlok Malik	... 	Malik
- Kadar Khan... przyjaciel ojca Varshy
- Asrani
- Reema Lagoo
- Bindu
- Himani Shivpuri

## Muzyka i piosenki
Twórcą trochę staromodnej muzyki jest weteran kompozycji filmowych Ismail Darbar.
| PIosenkę                      | na ekranie przedstawiają/uwagi          |                              |
| ----------------------------- | --------------------------------------- | ---------------------------- |
| Tu Meri Mehbooba              | Udit Narayan                            | Sanjay Dutt, Manisha Koirala |
| Khwabon Ki Rani Hai           | Udit Narayan                            | Ajay Devgan, Manisha Koirala |
| Dilruba                       | Udit Narayan                            | Ajay Devgan                  |
| Yaar Tera Shukriya            | Udit Narayan, Alka Yagnik               | Ajay Devgan, Manisha Koirala |
| Deewana                       | Sukhwinder Singh, Sonu Nigam            | Sanjay Dutt, Ajay Devgan     |
| Babuji Bahut Dukhta Hai       | Sanjay Dutt, Ajay Devgan, Alka Yagnik   | Sanjay Dutt, Ajay Devgan     |
| Kuch Kar Lo                   | Sonu Nigam                              | Sanjay Dutt                  |
| Kuch Kar Lo                   | Shankar Mahadevan, Kavita Krishnamurthy | Sanjay Dutt, Manisha Koirala |
| Kuch Kar Lo Kuch              | Mahalaxmi Lyer                          | Manisha Koirala              |
| Achcha To Ab Main Chalta Hoon | Sonu Nigam                              |                              |

## O twórcach filmu
- Ajay Devgan zagrał też w filmie kręconym w Budapeszcie w Hum Dil De Chuke Sanam - Węgry udawały tam Włochy.
- Manisha Koirala wystąpiła też w parze z Ajay Devganem w Lajja, Kachche Dhaage i Company.